# NNN Newsリアルタイム
『NNN Newsリアルタイム』（エヌエヌエヌ ニュース・リアルタイム、英称:NNN News REALTIME）は、2006年4月3日から2010年3月27日まで日本テレビ（NNN）系列局で放送されていた夕方のニュース番組である。ハイビジョン制作。通称「Newsリアルタイム」、「リアルタイム」。
全国28局でネットされていたのは、17:50 - 18:16（JST）の全国ニュース（NNN枠）のみであった。関東広域圏の放送時間は、16:53（金曜日は17:00） - 19:00であった。また、一部のネット局でも、一部のコーナーをネットする局があった。平日ローカル枠のネット局及び全国のNNN各局の番組タイトルを参照のこと。尚、下記12局（曜日限定または祝日限定の地域あり）は一部の例外を除き16:53 - 18:16まで日本テレビ送出のままネットしていた。
尚、タイトルロゴ上のタイトル内の『News』はすべて大文字で『NEWS』と表記されていた。また、番組公式サイトのページ名は「NEWSリアルタイム」と表記されている。

## 概要
1988年4月から18年間続いてきた『NNNニュースプラス1』（以下、プラス1）に代わって2006年4月3日（土曜版は2006年4月8日）にスタート。当初は放送時間を拡大し『プラス1』のタイトルのままで放送する予定だったが、2005年に特集コーナーのやらせ問題が発覚し継続が困難となった事から、番組の名を改題することになった。日本テレビの汐留への社屋移転を機に構想された帯番組の全面的刷新方針に沿ってなされた改編で、これを機に月曜～木曜の放送時間が32分拡大となった（金曜のみ『プラス1』と同上）。
番組タイトルには『今起きていることを、今伝える』という意味が込められていた。これは系列局の日本海テレビで放送中の『Newsリアルタイム日本海』のホームページ上でも紹介されており、ローカルニュース枠を「リアルタイム」の名で放送している地域でも同様の意味が込められていた。
また、放送開始前には、CMが大量にオンエアされ、CMでは『ニュースの量が倍!』をキャッチフレーズにしていた。
当初は形式的リニューアルに留まっており、番組の内容や出演者は、殆どが『プラス1』から引き継がれた。番組ロゴ以外のグラフィックデザイン（テロップ）やスタジオセットが『プラス1』末期のマイナーチェンジであり、『プラス1』の名残が随所で見られた。
2006年6月中旬から番組の流れの一部を変更したり、新コーナーを立ち上げたりするなど、ようやく大幅なマイナーチェンジを行った。また2009年3月30日の改編より、17時台と18時台共に新コーナーを設置することにより、報道番組としてのより一層の強化を取った。
末期は18時台において、同時間帯視聴率1位の視聴率を記録する日も出るようになり、安定していった。しかし、同時間帯は兼ねてから『スーパーニュース』（フジテレビ）がトップで強かったこともあり、月間視聴率において1度も民放横並びで首位に立つことができなかった。
2010年3月26日の放送を最後に終了し、『プラス1』時代も含めた22年間の歴史に幕を閉じた。この22年間という長さはキー局の夕方ニュース番組では『JNNニュースコープ』（TBS）の27年半に次ぐ長さだった。なお、最終回は『元気を日本に 日本プロ野球』（2010年セ・リーグ開幕戦）が放送されたため、17:00 - 17:50の短縮版として放送された。同月29日からは、後継番組として『news every.』を開始し、『プラス1』時代に笛吹雅子と共にメインキャスターを務めていたことがある藤井貴彦（日本テレビアナウンサー）と当番組のスポーツキャスターだった陣内貴美子をメインキャスターに起用した。また、番組終了時点での出演者のうち陣内の他にも、解説キャスターの小西美穂、陣内と共にスポーツキャスターだった佐藤義朗（日本テレビアナウンサー）、エンタメキャスターの伊藤綾子、天気キャスターの木原実（気象予報士）、天気キャラクターのそらジロー、リポーターの鳥羽博剛（当時日本テレビアナウンサー）も『 - every.』に続投となった。

### 土曜版
土曜版の正式名称は『NNN Newsリアルタイム・サタデー』だったが、『プラス1』とは違いオープニングなど番組中に『サタデー』という表記は使われなかった（ただし、西日本放送などエンドカードで自局でタイトルロゴを作成している局もある）。平日版と同じなのはオープニングロゴのみであった。その日のニュースと日テレNEWS24からのVTRコーナー、ローカルニュース・天気予報で構成されていた。
2008年10月4日放送より、気象予報士の杉江勇次が新たに加わり、18:00 - 18:20（後に17:30 - 17:50）の全国枠にも登場。しかし、杉江に関しては関東・山梨を除き、中継等を除いてはほとんど冒頭に登場するだけで、その日のニュースの内容によっては何もしゃべらなかったり挨拶のみの時もあった（天気予報は関東ローカル枠内での放送のため。大雨や台風などといった気象災害のニュースがある場合はこの限りではない）。ニュースを伝えるスタイルも座りスタイルから立ちスタイルに変わった。また、平日版と同じだった天気予報のBGMが新調された（小泉ヒロカズ作曲の「サンルイスの午後の香り」を使用。エンディングの際にも流れる）。同日から日本テレビでは全編スポット枠に変わったが、その後も系列局に配慮して提供クレジット枠を設けていた（それ以前は最低でも1社はスポンサーが入っていた）。
2008年10月、テロップ類やBGMが土曜版バージョンとして新調。2008年12月の放送まではオープニングとアイキャッチのBGMは平日版と同様だったが、2009年1月頃よりアイキャッチのBGMも新調され、アメリカのロックバンド・Melee〈メイレイ〉の「BUILT TO LAST/永遠のハーモニー」のイントロを編集したものとなった。
2009年4月4日放送分より、放送時間が30分前倒しとなった。一時期オープニング（5秒間、平日・17:50からのNNN枠用と同様）が廃止され、右上にタイトルロゴのみの表示となった。しかし、週によってはオープニングが復活されたりと不規則になっていたが、同年8月29日放送分以降は再びオープニングが流れるようになった。
平日版に続いて土曜版も2010年3月27日に終了した。後番組として2010年4月3日から『news every.サタデー』がスタートした。

## 出演者
- ○印は前番組『NNNニュースプラス1』から続投。
- ●印は後番組『news every.』も続投。

### 平日版
| 期間 | 期間      | メインキャスター | メインキャスター | サブキャスター      | エンタメキャスター | エンタメキャスター | スポーツキャスター | スポーツキャスター | お天気キャスター |
| 期間 | 期間      | 女性             | 男性             | サブキャスター      | 月・火             | 水 - 金            | 男性               | 女性               | お天気キャスター |
| --- | --------- | ---------------- | ---------------- | ------------------- | ------------------ | ------------------ | ------------------ | ------------------ | ---------------- |
| 2006.4.3 | 2006.9.29 | 笛吹雅子○        | 近野宏明○1       | 山本真純○ 小西美穂○ | 森圭介             | 菅谷大介1          | 田中毅○            | 陣内貴美子○●2      | 木原実○●3        |
| 2006.10.2 | 2007.3.30 | 笛吹雅子○        | 近野宏明○1       | 山本真純○ 小西美穂○ | 森圭介             | 菅谷大介1          | 右松健太           | 陣内貴美子○●2      | 木原実○●3        |
| 2007.4.2 | 2007.9.28 | 笛吹雅子○        | 近野宏明○1       | 森麻季1 小西美穂●1  | 森圭介             | 菅谷大介1          | 右松健太           | 陣内貴美子○●2      | 木原実○●3        |
| 2007.10.1 | 2009.3.27 | 笛吹雅子○        | 近野宏明○1       | 森麻季1 小西美穂●1  | 伊藤綾子●          | 伊藤綾子●          | 右松健太           | 陣内貴美子○●2      | 木原実○●3        |
| 2009.3.30 | 2010.3.26 | 笛吹雅子○        | 近野宏明○1       | 森麻季1 小西美穂●1  | 伊藤綾子●          | 伊藤綾子●          | 佐藤義朗●          | 陣内貴美子○●2      | 木原実○●3        |
| - 1 平日15時台もしくは16時台情報番組の一部コーナーを兼務。 - 2 2007年3月まで水曜日は出演なし。男性キャスターが単独で担当。 - 3 前々番組の『NNNライブオンネットワーク』から続投。火・木曜日の『ズームイン!!SUPER』を兼務。 |           |                  |                  |                     |                    |                    |                    |                    |                  |

- 笛吹・近野が休暇や体調不良などで休演もしくは取材のためスタジオに不在の場合、基本的に代役は置かず山本→森麻季がメインキャスター代理として本来の笛吹・近野のいずれかの役割も担っていた[注 4]。ただ、2009年9月21日 - 25日は笛吹がニューヨークでの取材のため東京のスタジオに不在だったほか、森麻季が夏季休暇で休演だったため、21日・24日は馬場典子が、22日・23日・25日は古市幸子がメインキャスター代理として近野と共に進行を担った。
- サブキャスターの小西は山本、森麻季とは違い、主に取材を担当していたため、不定期に出演していた。また、番組初期の全国ニュース枠では1つのニュースをピックアップし、小西がプレゼンテーション形式でニュースを伝えていた。
- 伊藤は、森麻季の休演時には「リアルFLASH」やCM前の告知も担当。2009年4月からは森麻季と「リアルチェック」も担当。2007年8月までは秋田放送アナウンサーとして『Newsリアルタイムあきた』のキャスターを担当していた。
- 「リアルSPORTS」担当の男性キャスターは全員、全国パート前のヘッドラインの影読みも担当。

コメンテーター
- 田宮榮一○●（元警視庁捜査一課長、2006年4月 - 2010年3月）

事件によっては直接現場へ赴きリポーターの鳥羽と取材・分析することがある。
- - 他にも村尾信尚[5]、山本一力、山本博、熊﨑勝彦、安田まゆみ、牛尾奈緒美、志賀こず江などのコメンテーター（出演開始時期不明）が日替わりで登場した（大抵は田宮とセットで登場する）。

リポーター
- 鳥羽博剛●（当時日本テレビアナウンサー、2006年4月 - 2010年3月）

他局のようなリポーター（フジテレビではフィールドキャスターと称する）は鳥羽のみ、注目するべきニュース1項目について現地へ飛び取材・報告する形となっていた。
- ニュースによってスタジオキャスターが現場に赴くこともあった。例えば近野は防災士資格を有しており、災害現場で取材を行った。
  - 国会などから政治関連のリポートは青山和弘、野口敦史などが担当した。それ以外のニュースについては日本テレビ報道局所属の記者が取材していた。地方のニュースについても、前述の番組取材班が取材するニュースを除いては系列局の記者・アナウンサーが担当していた。

ナレーション
- 伊藤英敏○●
- 石井康嗣
- 服部伴蔵門●
- 篠原まさのり
- 木原実○●

ほか

### 土曜版
| 期間 | 期間      | メインキャスター | メインキャスター | お天気      |
| 期間 | 期間      | 女性             | 男性             | お天気      |
| --- | --------- | ---------------- | ---------------- | ----------- |
| 2006.4.8 | 2006.9.23 | 鷹西美佳○1       | 後藤俊哉○        | 山下美穂子○ |
| 2006.9.30 | 2008.9.27 | 豊田順子1・2     | 矢島学           | 山下美穂子○ |
| 2008.10.4 | 2010.3.27 | 豊田順子1・2     | 矢島学           | 杉江勇次●3  |
| - 1 『NNNニューススポット』と最終ニュースを兼務。 - 2 一時期、体調不良により休養（詳細は後述）。 - 3 『あさ天サタデー』、『ズームイン!!サタデー』を兼務。 |           |                  |                  |             |

- 豊田は2008年5月10日より体調不良により休養。同年6月20日放送分より復帰。女性アナウンサーがシフトで代役を務めた。
- メインキャスター不在の際の代役のアナウンサーは女性は『プラス1』時代から長期にわたって森富美が務めていたが、森の産休後は特に決まっていなかった。2009年は古市幸子、鈴木健、藤田大介が務めた。
- 豊田と矢島は番組終了後、2010年3月29日から『NNNストレイトニュース』の平日担当になり、引き続きコンビを組んだ。しかし豊田は森富美と入れ替わりで2011年4月2日より『news every.サタデー』[注 5] の担当となり、わずか1年で土曜夕方のニュースに復帰した。
- お天気キャスターは山下の代理として山本真純や森富美（豊田の代理を担当する場合は除く）、杉江の代理として岩谷忠幸が担当した。

## 放送時間
すべて日本時間で記す。NNN枠以外は関東地方における放送時間。土曜日のNNN枠は放送開始から20分間。
| 期間      | 期間      | 平日                    | 平日                    | 平日                   | 土曜日                 |
| 期間      | 期間      | 月曜 - 木曜             | 金曜日                  | NNN枠                  | 土曜日                 |
| --------- | --------- | ----------------------- | ----------------------- | ---------------------- | ---------------------- |
| 2006.4.3  | 2009.3.28 | 16:53 - 19:00 （127分） | 17:00 - 19:00 （120分） | 17:50 - 18:16 （26分） | 18:00 - 18:30 （30分） |
| 2009.3.30 | 2010.3.27 | 16:53 - 19:00 （127分） | 17:00 - 19:00 （120分） | 17:50 - 18:16 （26分） | 17:30 - 18:00 （30分） |

備考
- 月曜 - 木曜で祝日にあたる日でも特別番組の編成の関係で、金曜日同様17:00開始となる場合があった。年末年始の18:30までの短縮時はNNN枠は17:50 - 18:11[注 6]。
- 金曜日が月曜 - 木曜より時間が7分遅れているのは、日本テレビ16時台の番組編成が月曜 - 木曜と異なるため（15:50 - 16:20『女神のマルシェ』・16:20 - 16:30『CAPTAIN!TV』・16:30 - 17:00『それいけ!アンパンマン』）。年末年始などの対応は月曜 - 木曜と同様。
- 土曜日は18:00以降の特別番組（毎年8月下旬の『24時間テレビ』など）の都合で30分繰り上げて（17:30 - 18:00、NNN枠は17:50まで）放送する場合があった。また、18:00からの放送でも18:10までのような短縮版で放送する場合は「NNN News リアルタイム・サタデー」としての放送ではなく、「NNNニュース」（キャスター1人で進行）として放送した。
- 土曜日は2009年4月から従来の時間帯に月曜19時台前半枠より『名探偵コナン』（読売テレビ制作）が移動することが決まり、前身の『NNNニュースプラス1』以来19年半ぶりに枠移動となった。また、日本テレビにとって土曜17時台後半枠が生放送になるのは、『TVおじゃマンボウ』以来3年ぶり、土曜17時台にニュース番組が入るのは、『読売新聞ニュース』（17:00 - 17:10、一部の局を除く）以来（これは後継番組のnews every.も同様）。2009年3月までと同様、18:00以降の特別番組の都合で30分繰り上げて（17:00 - 17:30、NNN枠は17:20まで）放送する場合があった。

## 放送内容
メインキャスターとして笛吹が強調されていたものの、原稿読み・進行は近野・森が行うことが多かった。また、競合番組の『スーパーニュース』（フジテレビ）や『スーパーJチャンネル』（テレビ朝日）、『イブニング・ファイブ』→『総力報道!THE NEWS』・『イブニングワイド』（いずれもTBSテレビ）とは異なり、ストレートニュース形式のニュースも多く伝えていた。
17時台は『プラス1』時代の最末期にオープニングのニュースを報道フロアから伝えていた名残で、番組冒頭から17:25頃までは報道フロアから放送していた。ただ、日によってはニュース部分の途中（CM中）で通常のスタジオに移動する場合があったほか、重大ニュース発生時は番組冒頭から通常のスタジオから放送することもあり、臨機応変に対応していた。ただし、全国ネット時間帯や土曜版は全て通常のスタジオから放送していた。2010年1月20日や同年3月5日はマイスタ前から最初のニュースを伝えた。
土曜版はストレートニュースを中心に伝えた。ニュースの一部でナレーションがあるが、それは豊田か矢島が事前に録音したものを使っていた。

### 平日の主なコーナー
オープニング
平日17時台のオープニングの挨拶は、春から秋（おおよそ4 - 10月）にかけては「こんにちは。『Newsリアルタイム』です」となっていたが、冬（おおよそ11 - 3月）にかけては、「こんばんは。『Newsリアルタイム』です」としていた。これは日の入りの時間が関係していた。なお、『リアルタイム』への改題から間もない頃、笛吹は1度だけ「こんにちは。『ニュースプラス1』です」と番組名を間違えて挨拶したことがある（すぐに間違えに気づき修正した）。
開始当初は、在京キー局では唯一、平日17：50からの全国ニュース開始時にも「こんばんは。『Newsリアルタイム』です」と挨拶していたが、2007年4月から省略され、いきなりニュースが伝えられるようになった。
リアルウオッチ
2009年3月30日から始まったコーナー。その名の通り、気になるニュースを「ウオッチ」した。曜日別に月曜は「経済ウオッチ」、火 - 木曜は「ニュースウオッチ」として、国内外の話題やストレートニュースを放送。金曜は「プラス1」時代から土曜日に放送されていた「マル秘ウオッチ永田町」が2009年4月からこの枠に移動となり、1週間の永田町（政界）の様子を振り返った。なお「マル秘ウオッチ永田町」のみ、日テレNEWS24でも放送していた。重大ニュース発生時は割愛された。
リアルエンタメ
『プラス1』時代の『撮れたて!エンタメ5』に当たる。最新の芸能情報を伝えた。17時台をこのコーナーのみネットする地域もあった。但し、『撮れたて!エンタメ5』よりは放送時間と伝える芸能情報の数が少なくなっていた。なお、「リアルエンタメ」担当キャスターは歴代3人ともスタジオ内ではサスペンダーを付けた衣装で出演していた。
リアルFLASH
『プラス1』時代の『ニュースフラッシュ』→『FLASH PLUS1』の系譜を受け継ぐフラッシュニュースコーナーとして18時台全国ニュース枠で放送。その他の最新ニュースをフラッシュニュース形式で2 - 3項目伝える。1項目目は近野もしくは山本→森麻季が簡潔なリードを読み上げた後VTRに切り替わり、2項目目以降はアイキャッチ映像が入った後すぐVTRとなっていた。なお、森麻季の休暇時は伊藤が代読していたが、伊藤は顔出しせず1項目目のリード読みは笛吹もしくは近野が担当していた。
リアル特集+（プラス）
18時台の特集コーナー。『プラス1』時代の『大注目』にあたる。グルメ特集や密着物を中心に放送。系列ローカル局でも『リアルタイム○○』などのタイトルで放送する局では、ローカル特集のタイトルを『リアル特集』とし、コーナーオープニングの雛形映像も日本テレビと同じものを使用する場合があった（例・KYT Newsリアルタイム・リアル特集）。
フリーアナウンサーやタレントの戸塚貴久子、宮内亜弥子、柳本雪絵、三輪けい子、木之内美穂、安井まみ子、中嶋美年子、永田杏子、木之元亮、タージン、彦摩呂 他がリポーターとして出演しているほか、以前は三宅智子が出演していた。
シリーズとして不定期に「列島異変」や「発見!ニッポンの達人」、「ニッポンドケチ列伝」などを放送。2009年3月まで「リアル目線」で放送されていた「北朝鮮の7日間」はこの枠に移動した。また、2006年6月23日からは金曜日（月に2回程度）にヨネスケのリポートによる「突撃!リアル隣の晩ごはん」を放送していたが、2009年3月26日の放送で終了し、それ以降は『おもいッきりDON!』で月1回放送された。なお、2009年3月27日放送分までは、「リアル特集」として放送されていたが、3月30日放送分より「リアル特集+」に改題（番組内では「リアル特集+」とは呼称されず、コーナーオープニング後では引き続き「リアル特集」と紹介された）。
リアルチェック
2009年3月30日から始まったコーナー。これまでに入ったニュースと、最新のニュースをストレートニュース形式でまとめて報道フロアから森麻季と伊藤が伝えた。ただし、森麻季が休演もしくは笛吹・近野のいずれかの代理でメインキャスターを務める場合は伊藤が1人で担当した。
リアルSPORTS
『プラス1』時代から唯一タイトルが変わらなかった「エンタメSPORTS」の末期は、芸能情報を扱わなかったため、スポーツコーナーとして独立。最新のスポーツニュースを伝えた。また、日本テレビで巨人戦が放送する場合は途中経過を中継で伝えた。レギュラーコーナーとして、月曜日は海外のサッカー情報を伝える「マンデーサッカー」、月末ごろには日本テレビであるのにもかかわらずなぜか東北楽天ゴールデンイーグルスの1ヶ月を振り返る「ノムさん劇場」を放送。
2007年度よりFIFAクラブワールドカップ開催時はオープニングをカットし、前半の2分間は通常通り放送し、後半の5分間はW杯関連の情報を放送。なお、後半は全国ネットとなるため、全国ニュース枠が通常より4分短い18:12までとなった。
木原さんのお天気
関東ローカルであるが、こちらも『プラス1』時代、もとより『ヤン坊マー坊天気予報』から続くコーナー。日テレタワー・大屋根広場に子供たちを集めて、関東地方の天気予報を伝えた。お天気キャラクターの「そらジロー」が着ぐるみで登場しており（当初はCGで登場していたが2007年6月18日から着ぐるみで登場するようになる）、コーナーの冒頭に子供たちが元気よく、「こんばんはー!!」と挨拶するのが恒例。また、2007年4月からはこのコーナーの提供スポンサーはアサヒ緑健が使われていた。この子供たちを集めて大屋根広場から天気予報を伝えるスタイルは後継番組『news every.』にも引き継がれたが、新型コロナウイルスの感染が広がり始めた2020年2月下旬以降はこうした形式を取りやめ、マイスタ前広場から木原・そらジローだけで天気を伝える形式に切り替えている。
17時台は2009年3月30日放送分より、これまで関東の天気として放送されたものを全国の天気に変更。かつては長崎国際テレビでも関東の天気が放送（垂れ流し）されていたが改善された。また、今まで17時台の天気コーナーの名称は無かったが、同日より「木原実の街かど天気」とタイトルが付けられた。同年6月までの全国の天気の配置は『スッキリ！！』の全国の天気や『日テレNEWS24』等と同様だったが、同年7月からは天気予報の配置が『リアルタイム』独自のものに修正された。具体的には、「長野」・「金沢」・「広島」・「高知」の部分がそれぞれ「甲府」・「富山」・「岡山」・「高松」に変更、また九州地区の予報が「福岡」・「鹿児島」に加えて「長崎」が追加された。理由は、『リアルタイム』17時台をネットしていない場所が予報に出ていたため、『リアルタイム』17時台をネットしている地域に配慮したことによるもの。
2006年4月には『名探偵コナン』の江戸川コナン（声：高山みなみ）が生出演。声の高山みなみが生放送ということを巧みに利用して、遊び心のある映画の宣伝となった。
2007年7月16日の新潟県中越沖地震発生時には18時台の天気予報も全国の天気を放送し、BGMもカットされた。また、中京テレビ等一部系列局でも放送した。
2008年4月1日17時台には同時間帯にTBS系列（一部）で放送されていた『イブニング・ファイブ』気象予報士の森田正光と木原が放送局の枠を超えた共演を果たした。カメラ・予報は双方別々だったものの、同じ内容が日本テレビ・長崎国際テレビ・『イブニング・ファイブ』放送地域で放送された。一部TBS側が用意した天気図が使用された。
2008年8月20日は、北京五輪女子ソフトボール3位決定戦「日本VSオーストラリア戦」が組まれた関係で番組自体が1時間に短縮。天気コーナーも一部地域に配慮し全国の天気となった。なお全体的な流れは18時台のままだった。
2008年10月からは、姉妹版として、「杉江さんの天気○（まる）わかり!」が土曜日に放送された（後述）。
リアル目線（2009年3月26日まで）
17時台の特集コーナー。『プラス1』時代の『プラス1特撮／必見!』にあたる。内容は社会性の高いものが多かった。又、水曜日には『プラス1』以来、『北朝鮮の7日間』を放送していた。その他、シリーズとして「ここがわからん!」や「直撃!コレなんで!?」、不定期に「どうなってるの?お母さんの財布」、「つぶやき」なども放送していた。なお、まれにニュースに差し替えられた。番組開始当初から2009年3月26日まで放送。なお、一部の特集企画は「リアル特集+（プラス）」や17時台の通常のニュースの中のひとつに移行した。
エンディング
ストレートニュース形式でニュースをもう1本伝えた後、笛吹が「では、また明日（来週）です」と締めの挨拶をしたところで出演者が一礼し、その後しばらくスタジオの引きの映像が流れた後大屋根広場に映像が切り替わり子供連れが手を振るなどしている様子を映して番組は終了する。

### 番組終了時点でのタイムテーブル
カッコ内は金曜日の時刻。
| 第1部（16:53 - 17:50・金曜日は17:00 - ）                            | 第1部（16:53 - 17:50・金曜日は17:00 - ） | 第1部（16:53 - 17:50・金曜日は17:00 - ） |
| 時刻                                                                | コーナー名                               | 備考 |
| ------------------------------------------------------------------- | ---------------------------------------- | --- |
| 16:53（17:00）                                                      | オープニング・ニュース                   | オープニングタイトル映像の後、報道フロアに映像が切り替わり、笛吹・近野・森が挨拶。その後、当日の主なニュースを伝える。一部のネット局は区切りの良いところを見計らって一旦飛び降りる。                                                                     |
| 17:25頃                                                             | リアルウォッチ                           | |
| 17:34頃                                                             | 木原さんの街かど天気                     | マイスタ前広場から木原が全国の天気を伝える。 一部のネット局はローカルニュースに差し替え。 |
| 17:37頃                                                             | リアルエンタメ                           | |
| 17:49.35                                                            | ヘッドライン                             | 全国ニュース2項目とリアル特集+1項目。大半のネット局はローカルニュースの予告などに差し替え。 |
| 第2部全国ネットパート（17:50 - 18:16・全国のNNN系列28局同時ネット） |                                          | |
| 時刻                                                                | コーナー名                               | 備考 |
| 17:50                                                               | 第2部オープニング・全国ニュース          | 17時台オープニングタイトル映像のショートバージョンが流れた後スタジオに映像が切り替わり、18時台最初のニュースを伝える。 17:50飛び乗りの地域に向けた挨拶は無いが、そうした地域への配慮で笛吹・近野らのネームテロップや「字幕放送」のテロップは表示される。 |
| 18:14頃                                                             | リアルFLASH                              | |
| 第2部関東ローカルパート（18:16 - 19:00）                            |                                          | |
| 時刻                                                                | コーナー名                               | 備考 |
| 18:16                                                               | リアル特集+                              | |
| 18:33頃                                                             | リアルチェック                           | |
| 18:39頃                                                             | リアルSPORTS                             | 一部の地方局でもローカルニュース番組のコーナー扱いで同時ネット。 |
| 18:47頃                                                             | ニュース                                 | ストレートニュース形式で1 - 2項目伝える。 南海放送でも『NEWSチャンネル4』のコーナー扱いで同時ネット。 |
| 18:50頃                                                             | 木原さんのお天気                         | 大屋根広場から木原・そらジローが子供連れと共に季節の話題や関東地方の天気を伝える。 |
| 18:57頃                                                             | エンディング                             | |
| 18:57.55                                                            | 番組終了                                 | 19:00からの番組の5秒予告が流れた後、ステブレCMを挟んで次番組に接続する。 |

### 土曜日の主なコーナー
江上剛の汐留リーダーズEYE
2006年7月から始まった土曜日のコーナー。日テレNEWS24の経済番組「まーけっとNavi」で放送されている金曜日のコーナーをダイジェストで紹介。内容は作家・江上剛が、企業のトップを招き、「会社設立までの経緯」や「今後の戦略」はもちろん、趣味などプライベートな部分にまで迫るトークコーナーであった。なおフルバージョンが日テレNEWS24ホームページやポッドキャスティングで無料配信された。
杉江さんの天気○（まる）わかり!
2008年10月から関東ローカルで始まった土曜日のコーナー。従来のアナウンサーが伝える「気象情報」を変更し、杉江勇次気象予報士が季節の話題と天気を伝えた。なお、杉江と一緒に豊田、矢島も出演。平日の「木原さんのお天気」ではお天気キャラクター「そらジロー」が着ぐるみで登場しているが、それに対して土曜版はそらジローの『お友達』である、「くもジロー」がアニメーションで登場した。
なお、杉江の代理で岩谷忠幸が担当する場合は、コーナー名が「岩谷さんの天気○（まる）わかり!」に変更となる。

## 歴代のテーマ曲
オープニングテーマ曲やオープニングCGは好評のようで、日本テレビの携帯サイトでは着信メロディの配信も行っていた。
CM前ジングルでは2008年4月から最後に「リアルタイム」とタイトルコールが入る場合があった。なお、前番組の『プラス1』でも、放送初期の頃に同様のCM前ジングルが存在した。
ニュースを伝える際に流れるBGMは17時台と18時台では異なっていた。ちなみに17時台のニュースBGMは、『リアルタイム』17時台を放送していない地方局のニュース番組でもニュースBGMやヘッドライン（『YBC Newsリアルタイム』など）・ローカル枠の提供クレジット用（『ytv Newsリアルタイム・サタデー』など）の音楽などに使用された。ただ、17時台のBGMは2008年10月のリニューアル前までの土曜版では使用されていたため、全国で聴く事が出来た。また、NNN枠が16:53-17:50の短縮版になった際も18時台のBGMを使うことなく、通常通り任意ネット枠で流れる17時台のニュースBGMを使った。

### 番組テーマ曲
- 2006年4月 - 2010年3月　作曲・編曲：菅野祐悟

「NNNストレイトニュース」や「NEWS ZERO」のテーマ曲とともに、日本テレビ開局55周年を記念して発売されたアルバム「ベスト・ヒット! 日テレ55 [日テレ・スタンダード]」 に収録されている。

### 「リアルSPORTS」テーマソング
約2ヶ月に一度のペースで変わった（一部、順不同）。
- 勝利ノウタ / GiFT
- キミスター★（アルバム『Invitation No.6』収録曲 / surface
- 一番星（アルバム『一番星』収録曲） / 石田ミホコ
- Together / 玉置成実
- 空から落ちてくるJAZZ / EXILE
- POSITIVE SPIRAL（アルバム『POSITIVE SPIRAL』収録曲） / 大黒摩季
- ゴール / 岡野宏典
- Fine after rain / GIRL NEXT DOOR
- ONE / Naifu（2009年2月9日 - 3月27日）
- THANX / 愛内里菜（2009年3月30日  - 5月29日）
- Glory Love / 杉山清貴（2009年6月1日 - 7月31日）
- Friends! / 玉置成実（2009年8月3日 - 10月2日）
- 雨にキッスの花束を / 中川翔子（2009年10月5日 - 11月27日）
- A leaf 〜螺旋状のサヨナラ〜 / EXILE（2009年11月30日 - 2010年1月29日）
- 明日へ向かう今その時 / 175R（2010年2月1日 - 2010年3月）

ほか

## タイトルロゴ等のデザイン・オープニング

### テーマカラー
- 2006年4月 - 2009年9月：■青
- 2009年10月 - 2010年3月：■オレンジ

### タイトルロゴ表記
番組タイトルは、リング状で丸い番組のロゴマークの右に表記された。タイトルロゴ文章の構成は「NNN NEWS」の下に「リアル」、その下に小さく「タイム」。「■■」は「リアル」の右に、「REALTIME■」は「■■」の下に小さく表示された。
- 2006年4月 - 2009年9月：「NNN NEWS」「リアルタイム」「■■」「REALTIME■」
- 2009年10月 - 2010年3月：「NNN NEWS」「リアルタイム」「■■」「REALTIME■」（ロゴの変更なし。「NEWS」と「■」は日テレNEWS24のテーマカラーと同じ色を使用）

※この表記はNNN枠の場合であり、16:53または17:00からの任意ネット枠のオープニングでは「NNN NEWS」のつづりではなく、「NEWS」のみとなっていた。なお、系列局のローカルニュース枠でも「Newsリアルタイム」という番組名になっていた局も原則テーマカラーがオレンジに変更されたが、日本海テレビの『Newsリアルタイム日本海』、山口放送の『Newsリアルタイムやまぐち』、西日本放送の『RNC Newsリアルタイム』、長崎国際テレビの『NewsリアルタイムNAGASAKI』の4番組と、山形放送の『YBC Newsリアルタイム』オープニングCG（ニューステロップはオレンジに変更済）は放送終了まで青色のテーマカラーを継続して使用した。

### 背景デザイン
- 背景色：テーマカラー
- イラスト：リングと数字

### コーナー別カラー
2009年9月まで。
- 通常ニュース：■青
- 速報ニュース：■赤
- アイキャッチ・「リアルFLASH」・「マル秘ウオッチ永田町」（2009年3月28日まで）・「汐留リーダーズEYE」（土曜版・2009年1月下旬から）：■黄色（ただし、アイキャッチには『リアルタイム』とは書かれていない）
- 「リアルエンタメ」：■黄緑
- 「リアル特集」：■オレンジ
- 「リアルSPORTS」：■群青
- 2009年9月まではコーナー別にカラーを使用していたが、同年10月からは速報ニュース以外のカラーがオレンジに統一された。その代わり、テロップの右上にはコーナー名が表示されるようになった。
- 土曜版・「汐留リーダーズEYE」は2009年1月上旬まで丸いロゴや■の部分は青であったが、2009年1月下旬頃から見出しの部分を青い枠で縁取るようになってからは黄色に変更された。
- 通常は上記の色を使うが、ごく稀に通常のニュースで現在使用している■オレンジ（昔は土曜版を中心に使用していた）や、春の桜のニュースの際には■桜色を使用するなど、ニュースによってはまれに色を変える場合がある。また、エンタメやスポーツ関連の速報が入った場合には緑や青を使わずに、速報ニュースと同じ様に「速報」と表示された。

### オープニング映像
タイトルがスロットになり、「リアルタイム」と表示される。（スロットの中には「リ」「ア」「ル」「タ」「イ」「ム」の文字と「0」「2」「3」「4」「5」「6」「7」「8」「9」の数字が入っている。）「NNN NEWS」「REALTIME」は一度で表示される。

### コーナー映像
コーナー名がスロットになり、表示される。（スロットの中にはオープニング映像と同じく「リ」「ア」「ル」「タ」「イ」「ム」の文字と「0」「2」「3」「4」「5」「6」「7」「8」「9」の数字が入っている。）

## ネット状況

### 平日の系列局での放送状況
急遽『ニュースプラス1』から改題となったこともあったが、前番組の『ニュースプラス1』のタイトルを取り入れていた番組は、ほぼ例外なく『Newsリアルタイム』への改題や番組名から『プラス1』を外すことを迫られることとなった。しかし、テレビ岩手は『ニュースプラス1いわて』の番組名を維持し、2006年10月にはオープニングの更新も行った。また、日本海テレビは半年間だけ『ニュース日本海プラス1』のタイトルで放送を続けた。
系列局の平日夕方のローカルニュースは、日テレNEWS24『ウォッチ・ザ・にっぽん列島』でも、後述する読売中京FSホールディングス子会社4局のみで放送していた（札幌テレビ、中京テレビ、読売テレビ、福岡放送と日替わりで1局の計5局を放送）。
- ※印…フルネット（17時台ローカル枠（天気予報）も差し替えなしでそのまま放送。）
- ▲印…部分ネット（16:53（金曜日は17:00）からのニュース（冒頭部分）をネット）
- E…「リアルエンタメ」をネット
- S…「リアルSPORTS」をネット

| 放送対象地域   | 放送局                    | - 16:53（17:00）                   | 16:53（17:00） - 17:50              | 17:50 - 18:16                       | 18:16 -                                     |
| -------------- | ------------------------- | ---------------------------------- | ----------------------------------- | ----------------------------------- | ------------------------------------------- |
| 関東広域圏     | 日本テレビ（NTV）         |                                    | NNN News リアルタイム（フルネット） | NNN News リアルタイム（フルネット） | NNN News リアルタイム（フルネット）         |
| 北海道         | 札幌テレビ（STV）         | 15:49 - どさんこワイド179（▲）     | 15:49 - どさんこワイド179（▲）      | NNN Newsリアルタイム                | STVニュース                                 |
| 青森県         | 青森放送（RAB）           | 16:00 - きんこれ（金曜）           | NNN Newsリアルタイム（※）           | NNN Newsリアルタイム（※）           | RABニュースレーダー                         |
| 岩手県         | テレビ岩手（TVI）         | 16:25 - 5きげんテレビ              | 16:25 - 5きげんテレビ               | NNN Newsリアルタイム                | ニュースプラス1いわて（S）                  |
| 宮城県         | ミヤギテレビ（MMT）       | 15:50 - OH!バンデス                | 15:50 - OH!バンデス                 | NNN Newsリアルタイム                | NEWSリアルタイムミヤギ（S）                 |
| 秋田県         | 秋田放送（ABS）           |                                    | NNN Newsリアルタイム（※）           | NNN Newsリアルタイム（※）           | Newsリアルタイムあきた（S）                 |
| 山形県         | 山形放送（YBC）           | 16:30 - ピヨ卵ワイド430（▲）       | 16:30 - ピヨ卵ワイド430（▲）        | NNN Newsリアルタイム                | YBC Newsリアルタイム                        |
| 福島県         | 福島中央テレビ（FCT）     | 15:50 - ゴジてれ Chu !             | NNN Newsリアルタイム（※）           | NNN Newsリアルタイム（※）           | ゴジてれ Chu !NEWS（S）                     |
| 山梨県         | 山梨放送（YBS）           |                                    | NNN Newsリアルタイム（※）           | NNN Newsリアルタイム（※）           | YBSワイドニュース                           |
| 新潟県         | テレビ新潟（TeNY）        | 15:55 - 夕方ワイド新潟一番         | NNN Newsリアルタイム（※）           | NNN Newsリアルタイム（※）           | 新潟一番NEWS（S）                           |
| 長野県         | テレビ信州（TSB）         | 15:50 - 情報ワイド ゆうがたGet!    | 15:50 - 情報ワイド ゆうがたGet!     | NNN Newsリアルタイム                | TSB NEWS 報道ゲンバ（S）                    |
| 静岡県         | 静岡第一テレビ（SDT）     | 16:45 - 静岡○ごとワイド!（E）      | 16:45 - 静岡○ごとワイド!（E）       | NNN Newsリアルタイム                | NewsリアルタイムSHIZUOKA（S）               |
| 富山県         | 北日本放送（KNB）         | 16:25 - いっちゃん☆KNB（E）        | NNN Newsリアルタイム（※）           | NNN Newsリアルタイム（※）           | KNB Newsリアルタイム（S）                   |
| 石川県         | テレビ金沢（KTK）         | 16:52 - となりのテレ金ちゃん       | 16:52 - となりのテレ金ちゃん        | NNN Newsリアルタイム                | テレ金ちゃんNEWS（S）                       |
| 福井県         | 福井放送（FBC）           |                                    | おじゃまっテレ リアルタイム（E）    | NNN Newsリアルタイム                | Newsリアルタイムふくい（S）                 |
| 中京広域圏     | 中京テレビ（CTV）         | 16:49 - 中京テレビNewsリアルタイム | （月曜 - 木曜）（▲E）               | NNN Newsリアルタイム                | 中京テレビNewsリアルタイム                  |
| 中京広域圏     | 中京テレビ（CTV）         | 16:49 - 中京テレビNewsリアルタイム | NNN Newsリアルタイム（金曜）        | NNN Newsリアルタイム                | 中京テレビNewsリアルタイム                  |
| 近畿広域圏     | 読売テレビ（ytv）         | 16:48 - かんさい情報ネットten!     | 16:48 - かんさい情報ネットten!      | NNN Newsリアルタイム                | かんさい情報ネットten!                      |
| 鳥取県・島根県 | 日本海テレビ（NKT）       |                                    | 他系列の遅れネット                  | NNN Newsリアルタイム                | Newsリアルタイム日本海(S)                   |
| 広島県         | 広島テレビ（HTV）         | 16:45 - 旬感テレビ派ッ!（▲）       | 16:45 - 旬感テレビ派ッ!（▲）        | NNN Newsリアルタイム                | 旬感テレビ派ッ!                             |
| 山口県         | 山口放送（KRY）           | 16:50 - 熱血テレビ                 | 16:50 - 熱血テレビ                  | NNN Newsリアルタイム                | Newsリアルタイムやまぐち                    |
| 徳島県         | 四国放送（JRT）           |                                    | 17:00 - 5時からローカル ゴジカル!   | NNN Newsリアルタイム                | フォーカス徳島                              |
| 香川県・岡山県 | 西日本放送（RNC）         | NNN Newsリアルタイム（※）          | NNN Newsリアルタイム（※）           | RNC Newsリアルタイム（S）           |                                             |
| 愛媛県         | 南海放送（RNB）           | NNN Newsリアルタイム（※）          | NNN Newsリアルタイム（※）           | 16:50 - NEWS チャンネル4            | NEWS チャンネル4（S）                       |
| 高知県         | 高知放送（RKC）           | NNN Newsリアルタイム（※）          | NNN Newsリアルタイム（※）           |                                     | こうちeye（S）                              |
| 福岡県         | 福岡放送（FBS）           | 14:55 - めんたいワイド（▲）        | 14:55 - めんたいワイド（▲）         | NNN Newsリアルタイム                | MENTAI NEWS FUKUOKA                         |
| 長崎県         | 長崎国際テレビ（NIB）     |                                    | NNN Newsリアルタイム（※）           | NNN Newsリアルタイム（※）           | NNN Newsリアルタイム（ローカルパート）（S） |
| 熊本県         | くまもと県民テレビ（KKT） | 16:45 - テレビタミン               | 16:45 - テレビタミン                | NNN Newsリアルタイム                | テレビタミンNEWS（S）                       |
| 鹿児島県       | 鹿児島読売テレビ（KYT）   |                                    | ドラマの再放送                      | NNN Newsリアルタイム                | KYT Newsリアルタイム（S）                   |

リアルタイム放送期間中に放送終了した番組
| 放送対象地域   | 放送局                | 放送期間                      | 17時台                                                         | 18時台                                                                 |
| -------------- | --------------------- | ----------------------------- | -------------------------------------------------------------- | ---------------------------------------------------------------------- |
| 福島県         | 福島中央テレビ（FCT） | 1994年10月3日 - 2008年3月28日 | ゴジてれシャトル（月 - 木曜日） ゴジてれ金曜スタイル（金曜日） | ゴジてれシャトルNEWS（月 - 木曜日） ゴジてれ金曜スタイルNEWS（金曜日） |
| 長野県         | テレビ信州（TSB）     | 2006年4月3日 - 2007年9月28日  |                                                                | TSB Newsリアルタイム                                                   |
| 石川県         | テレビ金沢（KTK）     | 2005年10月3日 - 2009年7月3日  | びービーみつばち                                               | びービーニュース                                                       |
| 近畿広域圏     | 読売テレビ（ytv）     | 1990年4月2日 - 2009年3月27日  |                                                                | ニューススクランブル                                                   |
| 鳥取県・島根県 | 日本海テレビ（NKT）   | 1988年4月4日 - 2006年9月29日  |                                                                | ニュース日本海プラス1                                                  |
| 広島県         | 広島テレビ（HTV）     | 1993年4月5日 - 2008年3月28日  | テレビ宣言                                                     | テレビ宣言NEWS                                                         |
| 徳島県         | 四国放送（JRT）       | 1998年4月6日 - 2008年9月26日  | 530フォーカス徳島                                              |                                                                        |
| 愛媛県         | 南海放送（RNB）       | 2004年4月5日 - 2009年3月30日  | おかえりテレビ                                                 |                                                                        |
| 愛媛県         | 南海放送（RNB）       | 2006年4月3日 - 2009年3月27日  |                                                                | Newsリアルタイムえひめ                                                 |
| 高知県         | 高知放送（RKC）       | 1989年4月3日 - 2006年9月29日  | こうちNOW                                                      |                                                                        |

### 平日17時台フルネット局
下記12局以外でも祝日編成等により17時台を完全ネットする場合があった。また、17時台フルネット局であっても、個別にローカル編成を組む場合もあった。
- 『天』…17時台において、「木原実の街かど天気」（全国の天気）をネット。
- 『予』…17:49頃に、ヘッドライン（ニュース）をネット。

放送終了時にネット
- 青森放送（天）（予）

それまでは、『@なまてれ』内で17:16頃（金曜のみ休止の時が多かった。初期の頃は「リアルエンタメ」も途中までネットしていた）までネットされていたが、番組終了に伴い、2009年3月30日よりフルネットされた（後番組『きんこれ』は、当番組と重ならなくなる）。天気予報・ヘッドラインもそのままネット。番組内で、画面上に青森県のお天気も表示された。『@なまてれ』時代は祝日の放送がなかったため、第1部の放送も休止されたが2009年の昭和の日以降は祝日も第1部から放送されるようになった。
- 秋田放送（天）（予）

それまでは『ゆうドキっ!』内で17:15頃までネットされていたが、当番組の終了に伴い、2008年3月24日よりフルネットされていた。開始当初天気コーナーは、ローカルニュースと天気に差し替えていたが2009年3月30日よりネット受けとなった。17:49頃のヘッドラインは、「リアル特集」の部分だけをローカルニュース1項目に差し替えて放送していた。
- 福島中央テレビ

それまでは『ゴジてれシャトル』内で17:10頃までネットされていたが、2008年3月31日より『ゴジてれ Chu !』開始に伴いフルネットにされることになった。天気コーナーとヘッドラインは差し替えて放送。ただし、福島県で重大事件・事故が起こった場合はフルネットしないこともあった。
- 山梨放送（天）

番組開始から2007年3月まで天気コーナー・17:49頃のヘッドラインを含め17時台をフルネットしていたが、『午後は○○おもいッきりテレビ（現・おもいッきりDON!）』のフルネット化による編成の変更で当該枠はドラマ放送枠になった。しかし、2008年4月より再びフルネットされることになり、天気コーナーもネット受けしていた。ヘッドラインはフルネットを再開して2週間はネット受けしていたが、それ以降はローカルに差し替えていた。また、3月上旬のうち1日分は山梨県の公立高校入試の解答速報が放送される日は17時台のネットは休止した。
- テレビ新潟（天）

それまでは『夕方ワイド新潟一番』内で17:20頃までネットしていたが、2009年3月30日のリニューアルに伴いフルネットに切り替えた。
- 北日本放送（開始 - 2007年3月、2008年10月 - 終了、予）

2008年10月から、フルネットを再開。途中、天気コーナーのみ差し替えて放送。
- 中京テレビ

2008年10月から、金曜日のみフルネットに変更。月曜日から木曜日までは、ニュース枠と、リアル目線、リアルエンタメ（一部であり、すべて放送されない）をネット。
- 広島テレビ 祝日のみ（天）

祝日のみ17時台フルネット、平日は17:25頃まで放送（『旬感テレビ派ッ!』に内包）。
- 西日本放送（天）

『ニュースプラス1』時代から引き続き17時台をフルネット。天気とヘッドラインは差し替えて放送されたが、番組開始2ヶ月間は月 - 木のみリアル目線コーナーをローカルニュースに差し替えて放送していた。
ただ、競輪・競艇中継等特別編成があった場合は17時台は休止になり全国ニュース枠からの放送となった（なお、毎年3月第2週に放送されている香川県公立高校入試解答速報の時は17:30開始になり、ローカルニュースとエリアの天気のみで東京発のコーナーは休止となった。2008年3月までは金曜も16:53開始で、16:53 - 58までローカルニュースとなっていた。
2009年4月より天気コーナーも関東の天気から全国の天気に切り替わったため、ネットに切り替え、差し替えはヘッドラインのみになった。
- 南海放送

17時台は『NEWS チャンネル4』内で天気を除く全ての時間でネット。2009年3月27日までは、『おかえりテレビ』を放送していた。日本テレビが全国の天気を放送している間は、ローカルニュース・投稿ビデオ紹介コーナー・県内の天気予報などを放送していた。
- 高知放送

2006年10月からネット開始。2008年9月まで金曜日は自社制作番組など放送のためネットしなかったが、2008年10月より金曜日もフルネットで放送。ただし、毎年8月10日・11日が平日と重なる場合はよさこい祭り中継のため17時台のネットを休止していた。
- 長崎国際テレビ（天）

ヘッドラインは、差し替えていたが、2007年10月1日からそのまま放送していた。しかし、2008年春以降ヘッドラインは差し替えていた。
一時期のみネット
- 中京テレビ（2006年9月 - 2008年9月）

『中京テレビNewsリアルタイム』改編に伴い月曜日から木曜日までは一部ローカル枠に差し替え放送していたが、金曜日は従来どおりフルネットであった。
- 読売テレビ（2007年10月 - 2009年3月）

2007年10月から2009年3月までは単独番組としてネットしていたが『かんさい情報ネットten!』開始により17時台のネットは全て廃止となった（緊急ニュース、重大ニュース時は放送の場合あり）。しかし、2009年12月1日に読売テレビの社内ストライキにより17時台の冒頭15分が臨時でネットされた。
- テレビ新潟、テレビ信州（2009年1月12日）

全国高校サッカー決勝戦中継があった為、17時台をフルネットした。
テレビ新潟は、関東の天気をそのまま放送。17:49:35のヘッドラインは差し替えて放送。
- 山形放送（2009年9月21日 - 9月23日など）

通常17時台は17:20頃までのネットだが、この期間に放送されたプロ野球中継によって『ピヨ卵ワイド430』の放送時間が削られたうえ、祝日でもあったことから、同番組を休止して、初めて17時台をフルネットした。また年末年始にかけてもフルネットされることがあった。

### 平日17時台ローカル枠一部のみネット局
17時台ローカル枠一部のみネット局は、内包している番組の内容や番組編成の都合で、17時台ローカル枠をネットしない場合もある。また重大ニュース発生時のみネットする時間を拡大することもある。
放送終了時にネット
- 札幌テレビ（17:10前後まで。祝日は17:00開始の場合、17:14頃まで。16:53開始の場合、17:03頃まで）

必ずVTRの終わりをもってローカル放送に戻るようになっていた。リアルタイム字幕放送もそのままネットされていたが、ローカルに切り替わると同時に字幕放送も途中で終了した。また、月 - 木曜日は16時52分過ぎに、金曜日は16時59分過ぎに、直後に放送される内容をヘッドラインとして2 - 3項目、ローカルキャスターが伝えた。このことから、放送されるニュース内容が系列各局に前もって伝えられているようであった。
- 山形放送 （17:20頃まで）
- 中京テレビ （月 - 木「ニュース」と「リアル目線」、「リアルエンタメ」（一部であり、全部放送されない）をネット、金曜日は17時台をフルネット）
- 静岡第一テレビ（2009年2月迄、月 - 木は17:00頃迄、金曜日は17:05頃迄ネットしていたが2009年3月からは全曜日ともニュースのネットを打ち切った代わりに「リアルエンタメ」をネットしていた）
- 福井放送（2007年10月 - 「リアルエンタメ」のみネット おじゃまっテレ内）
- 広島テレビ（17:25頃まで。祝日は17時台をフルネット）
- 福岡放送（17:20頃まで）

### 平日17時台ローカル枠をネットしない局
- テレビ岩手

緊急ニュースなどの場合は放送する時もあった。
- ミヤギテレビ

緊急ニュースの際はネットすることがあった。
- テレビ信州

リアル特集もしくはリアル目線を録画放送した。
- テレビ金沢
- 読売テレビ

2006年7月31日から2007年9月28日までは、『情報ライブ ミヤネ屋』の中の1コーナーとして、17:10頃までネット。2007年10月1日から2009年3月27日まで、天気コーナー以外は17時台をフルネットしていた。
- 日本海テレビ
- 山口放送

緊急ニュースの際はネットすることがあった。また、「リアル特集」や「リアル目線」の放送VTRを放送することもあった。
- 四国放送

2008年9月29日 - 11月中旬ごろまで、番組開始から5分程度を録画放送。
- くまもと県民テレビ

緊急ニュースの際はネットすることがあった。かつては『テレビタミン』で「リアル特集」や「リアル目線」の放送VTRを放送することもあった。
- 鹿児島読売テレビ

緊急ニュースなどの場合は放送する時もあった。

### 「リアルSPORTS」ネット局
- テレビ岩手
- ミヤギテレビ（金曜のみ独自コーナー放送のためネットしない）
- 秋田放送
- 福島中央テレビ
- テレビ新潟
- テレビ信州
- 静岡第一テレビ
- 北日本放送
- テレビ金沢
- 福井放送
- 読売テレビ（年末時の番組短縮時のみ）
- 日本海テレビ
- 広島テレビ（年末年始のみ）
- 西日本放送
- 南海放送
- 高知放送
- 福岡放送（独自のスポーツコーナーの中で放送する。シーズン中はほとんど放送しない）
- 長崎国際テレビ
- くまもと県民テレビ
- 鹿児島読売テレビ（頻度は低いが県内ニュースが多い日などネットされないこともあった）

### 土曜日のネット状況
- ※印…平日と同一タイトルで放送（「サタデー」を除く）

| 放送局                 | 番組名                                    | 備考                                                 |
| ---------------------- | ----------------------------------------- | ---------------------------------------------------- |
| STV 札幌テレビ         | ローカルニュースパート                    |                                                      |
| RAB 青森放送           | 東奥日報ニュース                          |                                                      |
| TVI テレビ岩手         | ニュースプラス1いわてサタデー（※）        |                                                      |
| MMT ミヤギテレビ       | ミヤギテレビNewsリアルタイムサタデー      |                                                      |
| ABS 秋田放送           | さきがけABSニュース                       | 『NNN NEWSリアルタイム・サタデー』に内包扱い。       |
| YBC 山形放送           | YBC Newsリアルタイムサタデー（※）         |                                                      |
| FCT 福島中央テレビ     | ローカルニュースパート                    |                                                      |
| YBS 山梨放送           | YBSワイドニュース（18:30 - 18:50）        | 『NNN NEWSリアルタイム・サタデー』は全編同時ネット。 |
| TeNY テレビ新潟        | ローカルニュースパート                    |                                                      |
| TSB テレビ信州         | TSB NEWSリアルタイムサタデー              |                                                      |
| SDT 静岡第一テレビ     | ローカルニュースパート                    |                                                      |
| KNB 北日本放送         | KNB NEWSリアルタイムサタデー（※）         |                                                      |
| KTK テレビ金沢         | テレビ金沢Newsリアルタイム                | 協力：北國新聞、読売新聞                             |
| FBC 福井放送           | FBC Newsリアルタイムサタデー              |                                                      |
| CTV 中京テレビ         | 中京テレビNEWSリアルタイム・サタデー（※） |                                                      |
| ytv 読売テレビ         | ローカルニュースパート                    |                                                      |
| NKT 日本海テレビ       | NKTニュース                               |                                                      |
| HTV 広島テレビ         | ローカルニュースパート                    |                                                      |
| KRY 山口放送           | KRYニュース・ヤン坊マー坊天気予報         |                                                      |
| JRT 四国放送           | 徳島新聞ニュース・ヤン坊マー坊天気予報    |                                                      |
| RNB 南海放送           | ローカルニュースパート                    |                                                      |
| RKC 高知放送           | RKCニュース                               |                                                      |
| FBS 福岡放送           | ローカルニュースパート                    |                                                      |
| NIB 長崎国際テレビ     | ローカルニュースパート                    |                                                      |
| KKT くまもと県民テレビ | KKTニュース                               |                                                      |
| KYT 鹿児島読売テレビ   | KYT NEWSリアルタイム・サタデー（※）       |                                                      |

- 西日本放送は、土曜日はローカルニュースを放送せずに17:50で番組終了。17:50 - 17:55は『まるがめ競艇 ウィークエンド情報局』、17:55 - 18:00は『ヤン坊マー坊天気予報』を放送（生読みではなく自動音声で対応）。この状態は、少なくとも1990年代から続いていた。なお、ローカルニュースは16:55 - 17:00に『RNC JUST NEWS』を設けて、事実上これが夕方のローカルニュースの扱いとなっていた。

### 備考
- 青森放送で月曜から金曜の18:08頃に流れる提供クレジット及び土曜のEDに流れるBGMは、『NNN日曜夕刊』で使用していたBGM（1992年から1996年までに全国ネット枠のEDで使われたもの）が使われていた。これも、『プラス1』開始当初から続いているものであった。但し、「リアルタイム…」となってからは、土曜のEDのBGMが、5秒程短くなった。

## 特別編成
重大なニュースが発生した場合は、『Newsリアルタイム特報』として16:53または15:55からの放送となる場合があった。その際、関東地方以外の地域に配慮して17時台に放送された「関東地方の天気」を「全国の天気」に変更したり、全国ニュース前のヘッドラインを割愛する場合があった。
なお、オープニングは通常と異なり、映像は全国ニュース開始時とほぼ同じもの（タイトル+「特報」が付け加えられている）を使うが、BGMはローカルパート開始時のものを編集したものになっていた（約7秒程度）。また、オープニングは省略し、代わりに右上にタイトルのみ表示する場合があった。
重大なニュースの場合はNNN枠付きの全国ネットで放送されていたが、それ以外の場合は一部地域でのみ放送された。また、日テレNEWS24とBS日テレでもサイマル放送されることがあった。さらに、場合によっては19時台の番組を休止することがあった。
この場合、20時台の番組と『NNNニューススポット』との枠を入れ替えることがあった。
- 通常…20時台の番組→ニューススポット
- 特報編成…ニューススポット→20時台の番組

### 主な放送例
※ （）は変更時刻
- 2006年
  - 6月5日:村上ファンド代表逮捕（15:55）[4]、7月5日:北朝鮮ミサイル発射（15:55）、9月6日:悠仁親王誕生（19:58まで放送・19時台のバラエティ番組は休止）[4]
- 2007年
  - 5月18日:長久手発砲立てこもり事件（15:50・19時台のバラエティ番組は休止）[4]、5月28日:松岡利勝農林水産大臣自殺（15:55）[4]、7月16日:新潟県中越沖地震（17:25）[4]、8月27日:第1次安倍改造内閣発足（15:55）[4]、9月12日:安倍晋三首相辞任表明（16:53）[4]、11月28日:守屋武昌防衛事務次官逮捕（15:55）[4]
- 2008年
  - 6月14日:岩手・宮城内陸地震（17:00）[6]、7月9日:北海道洞爺湖サミット議長総括記者会見（15:30・関東ローカル）[4]
- 2009年
  - 9月17日:酒井法子保釈（15:57）[4]

- また、2009年9月16日には、鳩山由紀夫内閣組閣関連報道のため、15:55 - 16:53に『NNN報道特番 鳩山新内閣誕生』が全国ネットで放送[4]され、当番組のスタジオから笛吹・近野が進行した。

## スタッフ
- 制作：大沼裕之[7]
- ディレクター：野々垣卓、馬場陽子、小川和芳
- プロデューサー：藤田亨（フェイドイン所属）
- チーフプロデューサー：小林景一
- 製作著作：日本テレビ

## インターネット配信
『プラス1』時代から引き続いて、平日の全国ニュース枠（17:50 - 18:16）をCMを除いて（CM前のアイキャッチもカット）全編無料で配信していた（尚、スポーツ映像など一部映像は、権利の都合上お断り画面に差し替えまたはカットされていたため、その部分の穴埋めで関東ローカル枠の一部も配信されることがあった。また、取材VTRのBGMがカットされていた。さらに、順序がテレビ版と異なる場合もあった）。また、終了直後の笛吹、近野、森キャスターによるトークも見ることができた。さらに、平日18時台の「リアルチェック」、「木原さんのお天気」（関東ローカル）、「リアル特集」の好評だった内容や、金曜日の「マル秘ウォッチ永田町」も配信された。
更新は、全国ニュースとキャスタートークが月 - 金曜日の20時ごろ、「木原さんのお天気」が21時ごろ、特集企画が毎週水曜日、「マル秘ウォッチ永田町」が放送終了直後。
アクセス方法は、全国ニュースとキャスタートークが、日テレトップページや番組公式サイト、日テレNEWS24トップページ、第2日本テレビ内の「こちら第2日本テレビ報道部」、系列局の各サイト（一部を除く、全国ニュースのみ）から。特集企画と「マル秘ウォッチ永田町」は「こちら第2日本テレビ報道部」から。